# جایزه بزرگ استرالیا ۲۰۲۵
جایزه بزرگ استرالیا ۲۰۲۵ (با نام رسمی فرمول ۱ لویی ویتون استرالیا گرندپری ۲۰۲۵) یک مسابقه موتوری فرمول یک بود که در ۱۶ مارس ۲۰۲۵ در پیست آلبرت پارک در ملبورن، ویکتوریا برگزار شد. این جایزه بزرگ اولین دور از مسابقات فرمول یک فصل ۲۰۲۵ بود.
لاندو نوریس راننده تیم مک‌لارن، پیش از ماکس فرستاپن راننده تیم مسابقه رد بول و جورج راسل در مرسدس، از جایگاه یک، پل پوزیشن در مسابقه به پیروزی رسید. پیروزی نوریس اولین پیروزی مک‌لارن در ملبورن از سال ۲۰۱۲ بود.

## پیش زمینه
این رویداد در پیست آلبرت پارک ملبورن برای بیست و هشتمین بار در تاریخ برگزاری می‌شد. این پیست در ۱۴ تا ۱۶ مارس میزبان فرمول یک بود. جایزه بزرگ استرالیا اولین دور از مسابقات فرمول یک فصل ۲۰۲۵ و سی و نهمین دوره مسابقات جایزه بزرگ استرالیا به عنوان جایزه بزرگ مسابقات قهرمانی جهانی فرمول یک بود. این مسابقه همچنین اولین جایزه بزرگ استرالیا بود که از ۲۰۱۹ به عنوان افتتاحیه فصل برگزار شد.

### فهرست ورودی
رانندگان و تیم‌ها همان‌هایی بودند که در فهرست ورودی فصل منتشر شده مشخص کرده بودند، بدون راننده اضافی برای مسابقه.
اولیور برمن، آندره آ کیمی آنتونلی، جک دوهان، گابریل بورتولتو، لیام لاوسون و آیزاک هجار به ترتیب با هاس، مرسدس، آلپاین، ساوبر، ردبول ریسینگ و ریسینگ بولز به عنوان راننده تمام وقت برای اولین بار در فرمول یک حضور داشتند.
این جایزه بزرگ همچنین اولین مسابقه لوییس همیلتون به عنوان راننده فراری، پس از گذراندن دوازده فصل با مرسدس، و همچنین رقابت در اولین فصل خود بدون واحد قدرت مرسدس بود. استابان اوکون، نیکو هولکنبرگ و کارلوس ساینز جونیور برای فصل ۲۰۲۵ به ترتیب به تیم‌های به هاس، ساوبر و ویلیامز پیوستند.

### انتخاب تایر
تأمین کننده تایر پیرلی ترکیبات تایرهای C3، C4 و C5 را که به ترتیب سخت، متوسط و نرم برای تیم‌ها در نظر گرفته شده است، برای این مسابقه درنظر گرفته بود.

## تعیین خط
تعیین خط در ۱۵ مارس ۲۰۲۵، ساعت ۱۶:۰۰ به وقت محلی (UTC+11) برگزار شد و ترتیب رانندگان در شروع مسابقه را مشخص کرد.

### نتیجه نهایی تعیین خط
| رده.  | شماره. | راننده              | سازنده                       | دور ها1 | زمان/کنار کشیدن | جایگاه | امتیازات |
| ----- | ------ | ------------------- | ---------------------------- | ------- | --------------- | ------ | -------- |
| 1     | 4      | لاندو نوریس         | مک‌لارن-مرسدس                 | 57      | ۱:۴۲:۰۶٫۳۰۴     | 1      | 25       |
| 2     | 1      | ماکس فرستاپن        | تیم مسابقه رد بول-هوندا      | 57      | +۰٫۸۹۵          | 3      | 18       |
| 3     | 63     | جورج راسل           | مرسدس                        | 57      | +۸٫۴۸۱          | 4      | 15       |
| 4     | 23     | الکساندر آلبون      | ویلیامز-مرسدس                | 57      | +۱۲٫۷۷۳         | 6      | 12       |
| 5     | 12     | آندره کیمی آنتونلی  | مرسدس                        | 57      | +15.135۲        | 16     | 10       |
| 6     | 18     | لانس استرول         | Aston Martin Aramco-Mercedes | 57      | +۱۷٫۴۱۹         | 13     | 8        |
| 7     | 27     | نیکو هالکنبرگ       | سائوبر کیک-فراری             | 57      | +۱۸٫۴۲۳         | 17     | 6        |
| 8     | 16     | شارل لکلرک          | فراری                        | 57      | +۱۹٫۸۲۶         | 7      | 4        |
| 9     | 81     | اسکار پیاستری       | مک‌لارن-مرسدس                 | 57      | +۲۰٫۴۴۸         | 2      | 2        |
| 10    | 44     | لوییس همیلتون       | فراری                        | 57      | +۲۲٫۴۷۳         | 8      | 1        |
| 11    | 10     | پیر گاسلی           | آلپاین-رنو                   | 57      | +۲۶٫۵۰۲         | 9      |          |
| 12    | 22     | یوکی سونودا         | Racing Bulls-هوندا           | 57      | +۲۹٫۸۸۴         | 5      |          |
| 13    | 31     | استابان اوکون       | هاس-فراری                    | 57      | +۳۳٫۱۶۱         | 19     |          |
| 14    | 87     | اولیور برمن         | هاس-فراری                    | 57      | +۴۰٫۳۵۱         | PL     |          |
| Ret   | 30     | لیام لاوسون         | تیم مسابقه رد بول-هوندا      | 46      | Accident        | PL     |          |
| Ret   | 5      | گابریل بورتولوتو    | کیک سائوبر-فراری             | 45      | تصادف           | 15     |          |
| Ret   | 14     | فرناندو آلونسو      | استون مارتین آرامکو-مرسدس    | 32      | تصادف           | 12     |          |
| Ret   | 55     | کارلوس ساینز جونیور | ویلیامز-مرسدس                | 0       | تصادف           | 10     |          |
| Ret   | 7      | جک دوهان            | آلپاین-رنو                   | 0       | تصادف           | 14     |          |
| DNS   | 6      | آیزاک هجار          | Racing Bulls-هوندا           | 0       | تصادف           | —3     |          |
| منبع: |        |                     |                              |         |                 |        |          |

## مسابقه
این مسابقه در ۱۶ مارس ۲۰۲۵ برگزار شد و قرار بود ساعت ۱۵:۰۰ به وقت محلی (UTC+11) آغاز شود، اما به دلیل تصادف ایزاک هاجر در دور گرم کردن، تا ساعت ۱۵:۱۵ به وقت محلی به تعویق افتاد. این مسابقه قرار بود به مدت ۵۸ دور برگزار شود، اما به دلیل لغو رویه شروع، با یک دور کمتر برگزار شد.